# Conioscinella tenuiseta
Conioscinella tenuiseta är en tvåvingeart som först beskrevs av Becker 1911.  Conioscinella tenuiseta ingår i släktet Conioscinella och familjen fritflugor. Inga underarter finns listade i Catalogue of Life.